# مکس اشر
مکس اَشر (انگلیسی: Max Asher؛ ‏ ۵ مهٔ ۱۸۸۵ – ۱۵ آوریل ۱۹۵۷) بازیگر اهل ایالات متحده آمریکا بود.
از فیلم‌هایی که وی در آن‌ها نقش داشته‌است، می‌توان به مجنون چون روباه، جایی به اشتباه و کله‌پوک‌های قاتی‌پاتی اشاره نمود.